# Freeform (architettura)

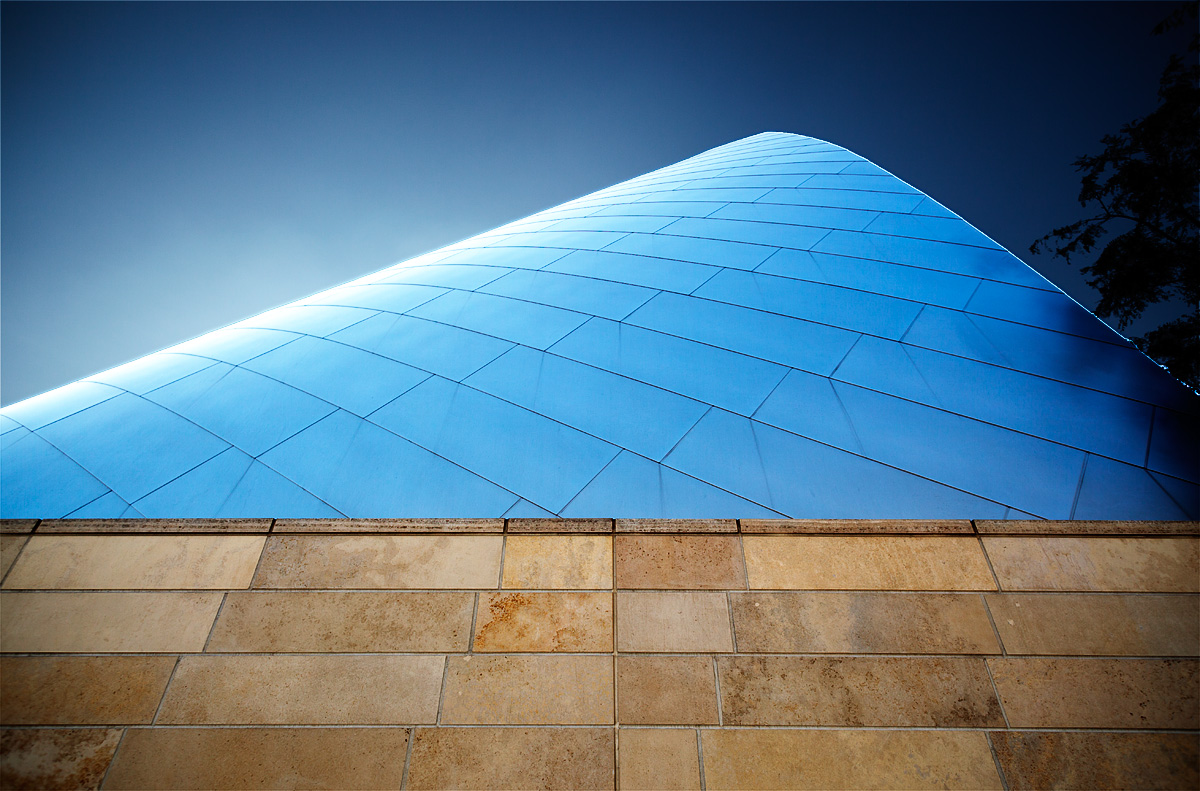

In edilizia, sono chiamate freeform (forme libere) le componenti degli edifici progettate e realizzate secondo forme complesse e spettacolari che non seguono primitive geometriche classiche. L’utilizzo delle Freeform può essere dettato da esigenze di ottimizzazione energetica, strutturale ma soprattutto da un preciso intento di linguaggio architettonico. In generale, l’impiego delle freeform è limitato nelle costruzioni ordinarie per via della complessità di progetto e per le difficoltà realizzative, rendendole architetture caratterizzanti e spettacolari.

## Definizione
Spesso si tende a ricomprendere nelle Freeform tutte le forme architettoniche articolate o inconsuete, tuttavia la caratteristica principale è quella di non essere scomponibili in geometrie elementari oppure sviluppabili lungo direttrici se si tratta di curve. Da non confondersi con l’architettura organica che invece è una branca dell’architettura moderna.

## Storia
L’applicazione delle forme libere nell'architettura risale a tempi remoti, tuttavia l’utilizzo delle stesse come elemento caratterizzante di un intero edificio è piuttosto recente e coincide con lo sviluppo delle tecnologie digitali, delle tecniche costruttive e dei materiali. I primi esempi di Freeform nell'architettura moderna si hanno con Gaudì (vedi ad esempio Casa Batlò), con il preciso intento di distaccarsi dalle geometrie euclidee. Successivamente, le forme libere di ritrovano in forma estesa nelle opere di Nervi, che ne sviluppa l’aspetto prettamente strutturale mediante l’utilizzo estremo del cemento armato. Esempi successivi sono da attribuirsi allo spagnolo Candela e allo svizzero Isler, con forme sempre più ardite basate su primitive geometriche modificate. Attualmente, le Freeform hanno un’estensione di impiego e di importanza enorme nelle grandi architetture contemporanee, tanto da definirne l’aspetto iconico (vedi ad esempio il Teatro dell'Opera di Sydney, la Walt Disney Concert Hall, il Burj Al Arab, la Nuvola dell’Eur).

## Modellazione progettuale
Tralasciando gli approcci classici basati su disegno a mano o plastici, la progettazione moderna richiede imprescindibilmente l’uso di tecniche avanzate di computer grafica (per il disegno della forma), successive fasi di elaborazione specialistica (per le calcolazioni statiche e sismiche) ed infine la produzione di dettagliati esecutivi (per essere esaustivamente comprensibili dalle imprese che dovranno materialmente realizzare l’opera). L’approccio più frequente è l’utilizzo delle superfici di Bézier, più precisamente basate su B-spline o Nurbs.
In ogni caso, la definizione geometrica è solo un primo passo in quanto le difficoltà maggiori si mostrano nelle fasi esecutive della progettazione, laddove è necessario tradurre le forme complesse in elementi materialmente prefabbricabili o realizzabili in sito. Se infatti nella manifattura industriale la realizzazione di componenti dalle forme complesse è facilitata dalla produzione in serie e dalle piccole dimensioni, in edilizia subentrano criticità notevoli, soprattutto legate ai requisiti prestazionali richiesti in termini strutturali (soprattutto nelle zone sismiche o sottoposte al vento forte), energetici e di impatto ambientale. Per tutti questi motivi l’approccio progettuale più innovativo è basato sul cosiddetto Adaptive Design, un sofisticato sistema progettuale basato sulla trasformazione in tempo reale delle forme geometriche in elementi edilizi, variabili a seconda della tecnologia costruttiva. L’intero processo è quindi inglobato all’interno di protocolli Bim (Building Information Modeling) che riescono a gestire, oltre alla funzione estetica, anche gli aspetti strutturali, impiantistici, energetici ed economici.

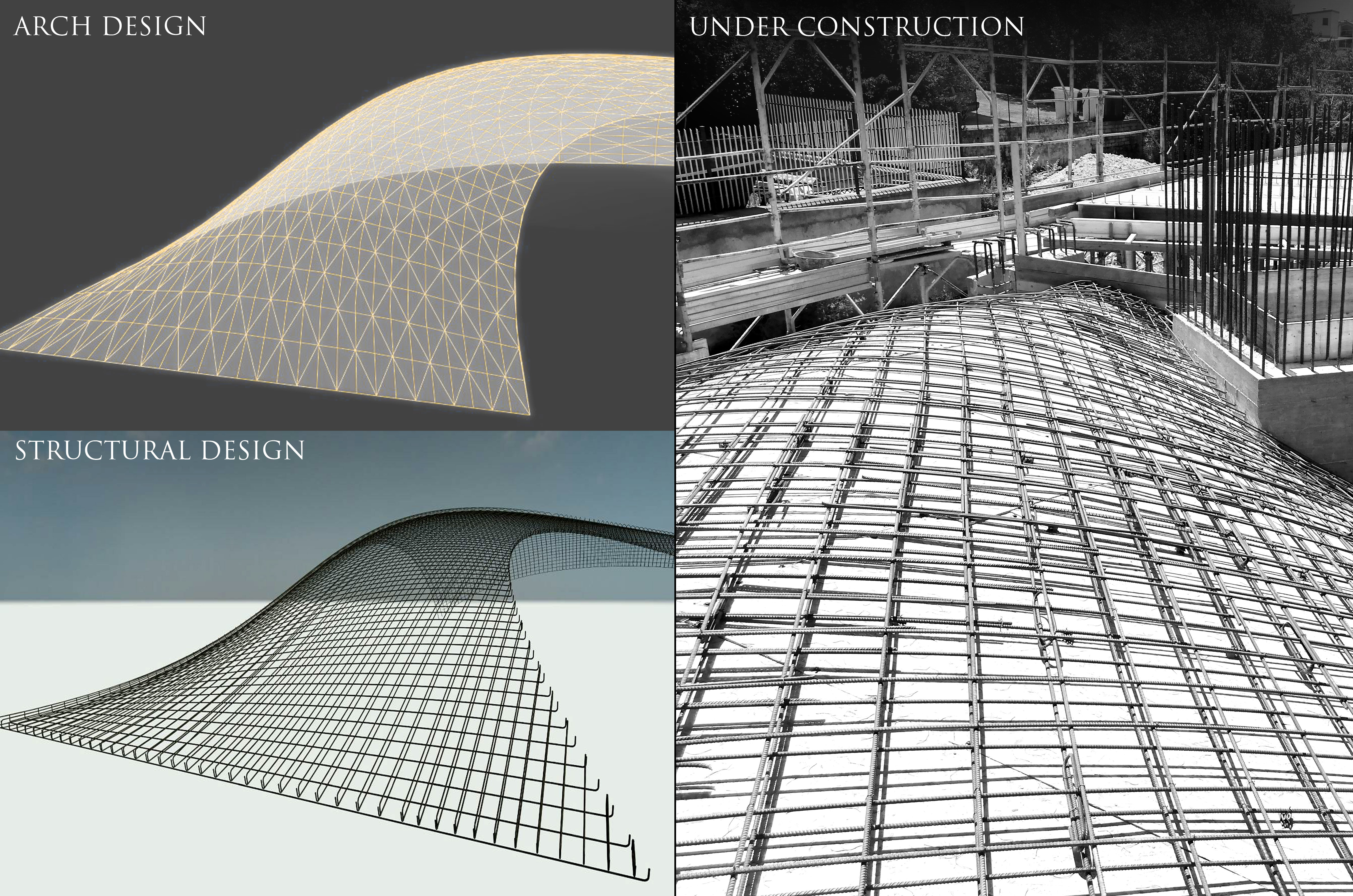
Processo costruttivo di una freeform in cemento armato

## Tecnologie costruttive
Nell'evoluzione recente dei materiali è possibile realizzare le Freeform con svariate tecnologie, dall'acciaio al cemento armato, passando per il legno e il vetro. Generalmente, essendo le Freeform componenti edilizi a tutti gli effetti, spesso tali materiali si trovano in combinazione tra loro. Alcune tecnologie richiedono una riduzione a pannelli (discretizzazione), che possono avere forme geometriche semplici (triangoli, quadrati o esagoni) in modo da facilitarne la produzione e la messa in opera. D’altro canto, il cemento armato, a fronte delle difficoltà di carpenteria e casseratura, è l’unico materiale che permette la realizzazione di Freeform integrali, ossia senza soluzione di continuità, anche raggiungendo dimensioni globali notevoli.